# După Deal (Cuci), Mureș
După Deal este un sat în comuna Cuci din județul Mureș, Transilvania, România.

## Populație
Conform Recensământului din anul 2022 acest sat nu mai era locuit. 